# Asfendiou
Asfendiou (Grieks: Ασφενδιού) is een dorp in de deelgemeente (dimotiki enotita) Dikaio van de fusiegemeente (dimos) Kos, in de Griekse bestuurlijke regio (periferia) Zuid-Egeïsche Eilanden. In 2001 telde het dorp 96 inwoners.
Asfendiou ligt op de helling van de berg Dikeos, centraal op het eiland Kos. Olijven is het belangrijkste product dat rondom de plaats wordt verbouwd. De plaats kan opgedeeld worden in twee buurten, Evagelistria ofwel Pera Gitonia en Asomatos. Beide buurten hebben een andere architectuur. In de buurt Asomatos staat een kerk uit de 11e eeuw en restanten van een christelijke basiliek.